# ذي دلوان (حبيش)

تعديل مصدري - تعديل

ذي دلوان محلة تابعة لقرية المقداحه السفلى، التابعة لعزلة جبل عميقة بمديرية حبيش إحدى مديريات محافظة إب في الجمهورية اليمنية، بلغ تعداد سكانها 117 حسب تعداد اليمن لعام 2004.